# 미타케산 (도쿄도)

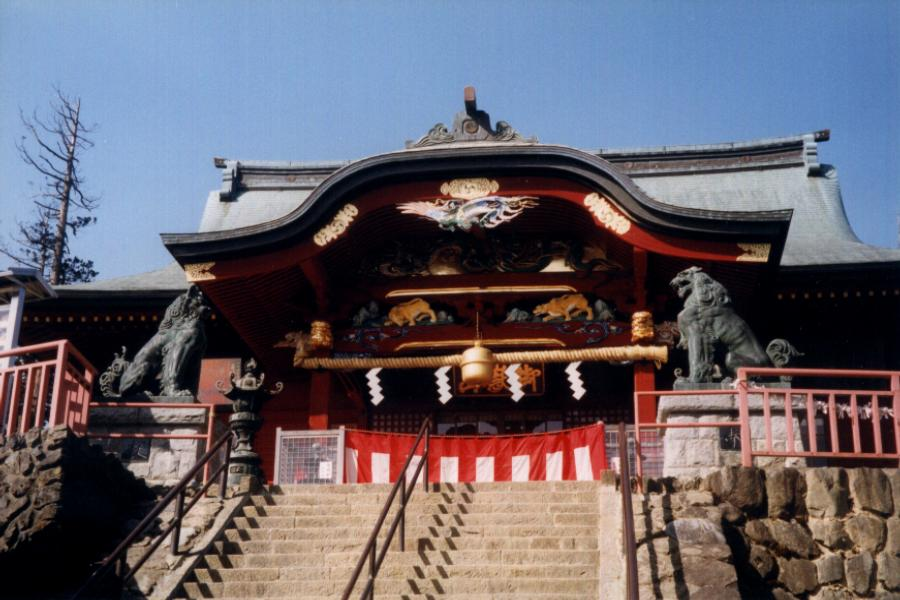
미타케산의 신사

미타케산(御岳山)은 일본도쿄도 근처 지치부타마카이 국립공원에 있는 산이다. 이 산은 929 m (3,048 ft) 높이다. 산 위에는 신사가 있으며, 후토마니 점술과 같은 수행이 이루어진다.
이 산은 야마나시현, 사이타마현, 나가노현, 도쿄도의 숲이 우거진 산, 언덕, 협곡, 일부 시골 마을을 포함하여 1,250 km2 (483 mi2)이 넘는 면적을 차지하는 지치부타마카이 국립공원의 여러 주요 명소 중 하나이다.
도쿄의 신주쿠역에서 오메선을 타고 미타케역까지 가는 데 약 95분이 걸린다.
미타케역에서 왼쪽으로 50m 떨어진 곳에 위치한 셔틀버스가 07:30부터 18:00까지 30분마다 다키모토 마을로 운행한다. 다키모토 마을에서 미타케토잔 철도 케이블카는 07:30부터 18:30까지 30분마다 운행하며 정상의 미타케 마을로 이어진다. 미타케 정상과 무사시미타케 신사武蔵御嶽神社는 약 1,000m의 등산로를 통해 도달할 수 있다. 오다케산 (도쿄)으로 향하는 등산객들은 종종 이곳에서 출발한다.
많은 등산객들은 고리역(오메역에서 미타케역을 지나 두 정거장)을 통해 산에 접근한다. 오쓰카야마(920m)를 지나는 정상까지 약 2시간 반이 걸리는 등산로가 있다.
매년 5월 8일에는 축제도 열린다.